# Canon PowerShot A1100 IS
Canon PowerShot A1100 IS — компактный цифровой фотоаппарат линии Canon PowerShot, производство компании Canon.
Модель заменила на рынке A1000. Оснащена четырёхкратным объективом с переменным фокусным расстоянием со стабилизатором изображения, 12,1-мегапиксельной матрицей и процессором DIGIC IV. В комплект поставки входит карта памяти на 128 МБ. Камера анонсирована 18 января 2009.

## Комплект поставки
USB-кабель, AV-кабель, элементы АА (2 шт), карта памяти на 128 Мб, компакт-диск с программным обеспечением, ремешок, инструкция.

## Недостатки
- Невозможность в реальном масштабе времени отслеживать гистограмму.
- Нельзя регулировать диафрагму.
- При большом зуме изображение может получится не в фокусе.
- Быстро сажает обычную алкалиновую батарейку (а акумуляторы нет).